# (430) Hybris
(430) Hybris ist ein Asteroid des äußeren Hauptgürtels, der am 18. Dezember 1897 vom französischen Astronomen Auguste Charlois am Observatoire de Nice bei einer Helligkeit von 12 mag entdeckt wurde.
Der Asteroid ist benannt nach Hybris, der Personifizierung der Selbstüberschätzung und des Hochmuts in der griechischen Mythologie. Hybris ist auch der Name einer Nymphe.

## Wissenschaftliche Auswertung
Aus Ergebnissen der IRAS Minor Planet Survey (IMPS) wurden 1992 Angaben zu Durchmesser und Albedo für zahlreiche Asteroiden abgeleitet, darunter auch (430) Hybris, für die damals Werte von 33,3 km bzw. 0,12 erhalten wurden. Eine Auswertung von Beobachtungen durch das Projekt NEOWISE im nahen Infrarot führte 2011 zu vorläufigen Werten für den Durchmesser und die Albedo im sichtbaren Bereich von 32,7 km bzw. 0,13. Nachdem die Werte nach neuen Messungen mit NEOWISE 2012 auf 34,4 km bzw. 0,05 geändert worden waren, wurden sie 2014 auf 31,7 km bzw. 0,13 korrigiert.
Photometrische Messungen des Asteroiden fanden statt vom 7. bis 12. August 2002 am Santana Observatory in Kalifornien. Aus der während vier Nächten aufgezeichneten Lichtkurve wurde eine Rotationsperiode von 7,205 h bestimmt.
Eine Untersuchung von 2018 verwendete archivierte Daten des United States Naval Observatory (USNO) von 1998 bis 2009 und der Catalina Sky Survey von 2005 bis 2010 um für ein Gestaltmodell des Asteroiden zwei alternative Rotationsachsen mit retrograder Rotation und einer Periode von 7,21655 h zu berechnen. Außerdem konnten mit einer thermophysikalischen Modellierung der WISE-Daten Werte für den Durchmesser und die Albedo von 33 ± 1 km bzw. 0,07 abgeleitet werden.
Mit einer Auswertung photometrischer Daten des Lowell-Observatoriums und des Gaia DR2-Katalogs wurde im Jahr 2019 ein dreidimensionales Gestaltmodell des Asteroiden für eine Position der Rotationsachse mit retrograder Rotation und einer Periode von 7,21656 h bestimmt. Mit dem Weltraumteleskop Transiting Exoplanet Survey Satellite (TESS) konnten während dessen Durchmusterung des Südhimmels 2018 bis 2019 auch Objekte des Sonnensystems beobachtet werden. Dabei wurden auch die Lichtkurven von fast 10.000 Asteroiden aufgezeichnet. Für (430) Hybris wurde aus Messungen etwa vom 7. bis 22. April 2019 eine Rotationsperiode von 7,21633 h erhalten.
Aus archivierten Daten des Asteroid Terrestrial-impact Last Alert System (ATLAS) aus dem Zeitraum 2015 bis 2018 konnte in einer Untersuchung von 2022 mit der Methode der konvexen Inversion eine Rotationsperiode von 7,2166 h bestimmt werden. Im Jahr 2023 wurde aus photometrischen Messungen von Gaia DR3 erneut ein dreidimensionales Gestaltmodell des Asteroiden für eine Rotationsachse mit retrograder Rotation und einer Periode von 7,2165 h berechnet.